# Белки везикулярного транспорта
Белки везикулярного транспорта — мембранные белки, переносящие материал из клетки во внеклеточную среду (экзоцитоз) или внутрь клетки (эндоцитоз). Примерами таких белков являются клатрин, кавеолин и SNARE. За открытие механизма внутриклеточного везикулярного транспорта в 2013 году Рэнди Шекман, Джеймс Ротман и Томас Зюдхоф получили Нобелевскую премию по медицине и физиологии.
Клетка эукариот разделена мембранами на множество отсеков (компартментов). Перемещение веществ между этими компартментами представляет собой сложный процесс с участием различных белков. Для транспортировки секреторных и эндоцитарных белков большую роль играет транс-отдел отдел аппарата Гольджи. От этой части аппарата Гольджи в разные стороны отшнуровываются везикулы и этот же отдел получает пузырьки из эндосом. Взаимодействие между везикулами и их мембранами-мишенями опосредовано комплексами SNARE, расположенными на везикуле и соответствующей мембране-мишени. На каждой мембране-мишени имеются специфические факторы связывания, которые облегчают связывание определённых SNARE-белков везикул с этой мембраной. Первым фактором, определяющим связь, были белковые комплексы экзоцисты, которые прикрепляют секреторные пузырьки к плазматической мембране.